# بنگالا
بنگالا (به انگلیسی: Bhangala) یک منطقهٔ مسکونی در هند است که در پنجاب (هند) واقع شده‌است.
این روستا در ابوهار بخش فازیلکا در جنوب غربی هند، و ۴۲ کیلومتری مرز هند- پاکستان، و ۶ کیلومتری بزرگراه ملی ۱۰ واقع است. بانگالا از دو بخش، بانگالا پاتی و گیل پاتی تشکیل شده است. گیل پاتی همچنین به یورار پاتی یا یورار گیل نیز معروف است. خانوارهای گیل از گوروسار، در نزدیکی گیدارباها آمده‌اند که با نام گیورسار قاگا نیز شناخته می‌شوند.

## خصوصیات
بنگالا ۲٬۴۵۱ نفر جمعیت دارد و ۱۹۱ متر بالاتر از سطح دریا واقع شده‌است.